# 2. Fußball-Bundesliga 2009-2010
La 2. Fußball-Bundesliga 2009-2010 è stata la trentacinquesima edizione della 2. Fußball-Bundesliga, la seconda serie del campionato tedesco di calcio. È iniziata il 7 agosto 2009 ed è terminata il 22 maggio 2010 ed è terminata con la promozione in Bundesliga del Kaiserslautern, che ha vinto il torneo, più il St. Pauli; non è invece stato promosso l'Augusta, che ha perso lo spareggio contro il Norimberga.
Capocannoniere del torneo è stato Michael Thurk dell'Augusta con 23 gol.

## Avvenimenti
Anche per quanto riguarda la seconda divisione come nella Bundesliga la pausa invernale è stata dimezzata da sei a tre settimane di pausa.

## Squadre partecipanti
Le 18 squadre partecipanti alla edizione 2009-2010
- Alemannia Aquisgrana
- Arminia Bielefeld
- Augusta
- Coblenza
- Duisburg
- Energie Cottbus
- Fortuna Düsseldorf
- FSV Francoforte
- Greuther Fürth
- Hansa Rostock
- Kaiserslautern
- Karlsruhe
- Monaco 1860
- Paderborn
- Rot Weiss Ahlen
- RW Oberhausen
- St. Pauli
- Union Berlino

## Classifica finale
|  |     | Classifica 2009-2010 | Pti | G  | V  | N  | P  | GF | GS | DR  |
|  | --- | -------------------- | --- | -- | -- | -- | -- | -- | -- | --- |
|  | 1.  | Kaiserslautern       | 67  | 34 | 19 | 10 | 5  | 56 | 28 | +28 |
|  | 2.  | St. Pauli            | 64  | 34 | 20 | 4  | 10 | 72 | 37 | +35 |
|  | 3.  | Augusta              | 62  | 34 | 17 | 11 | 6  | 60 | 40 | +20 |
|  | 4.  | Fortuna Düsseldorf   | 59  | 34 | 17 | 8  | 9  | 48 | 31 | +17 |
|  | 5.  | Paderborn            | 51  | 34 | 14 | 9  | 11 | 49 | 49 | 0   |
|  | 6.  | Duisburg             | 50  | 34 | 14 | 8  | 12 | 51 | 46 | +5  |
|  | 7.  | Arminia Bielefeld    | 49* | 34 | 16 | 5  | 13 | 48 | 41 | +7  |
|  | 8.  | Monaco 1860          | 48  | 34 | 14 | 6  | 14 | 43 | 45 | -2  |
|  | 9.  | Energie Cottbus      | 47  | 34 | 13 | 8  | 13 | 55 | 49 | +6  |
|  | 10. | Karlsruhe            | 46  | 34 | 13 | 7  | 14 | 43 | 45 | -2  |
|  | 11. | Greuther Fürth       | 44  | 34 | 12 | 8  | 14 | 51 | 50 | +1  |
|  | 12. | Union Berlino        | 44  | 34 | 11 | 11 | 12 | 42 | 45 | -3  |
|  | 13. | Alemannia Aquisgrana | 43  | 34 | 11 | 10 | 13 | 37 | 41 | -4  |
|  | 14. | RW Oberhausen        | 41  | 34 | 12 | 5  | 17 | 38 | 52 | -14 |
|  | 15. | FSV Francoforte      | 38  | 34 | 9  | 11 | 14 | 29 | 50 | -21 |
|  | 16. | Hansa Rostock        | 36  | 34 | 10 | 6  | 18 | 33 | 45 | -12 |
|  | 17. | Coblenza             | 31  | 34 | 7  | 10 | 17 | 35 | 60 | -25 |
|  | 18. | Rot Weiss Ahlen      | 22  | 34 | 5  | 7  | 22 | 19 | 55 | -36 |

- *  Arminia Bielefeld 4 punti di penalità

## Spareggio Bundesliga / 2. Bundesliga
Norimberga 16º classificato Bundesliga 2009-2010 -  Augusta 3º classificato 2. Bundesliga 2009-2010
| Arbitro: | Rafati (Hannover) |

|            |           |  |
| Eigler 84’ | Marcatori |  |

| Arbitro: | Manuel Gräfe!Grafe (Berlino) |

|  |           |                                       |
|  | Marcatori | 34’ Gündoğan 63’ (rig.) Choupo-Moting |

 Norimberga salvo,  Augusta rimane in 2. Bundesliga

## Spareggio 2. Bundesliga/3. Liga
Hansa Rostock 16º classificato 2. Bundesliga -  Ingolstadt 3º classificato 3. Liga 2009-2010
| Arbitro: | Gagelmann (Brema) |

|               |           |  |
| Wohlfarth 73’ | Marcatori |  |

| Arbitro: | Kircher (Rottenburg) |

|  |           |                |
|  | Marcatori | 8’, 78’ Gerber |

 Ingolstadt promosso in 2. Bundesliga,  Hansa Rostock retrocede in 3. Liga.

## Record
- Maggior numero di vittorie:  St. Pauli (20)
- Minor numero di sconfitte:  Kaiserslautern (5)
- Migliore attacco:  St. Pauli (72 gol segnati)
- Miglior difesa:  Kaiserslautern (28 gol subiti)
- Miglior differenza reti:  St. Pauli (+35)
- Maggior numero di pareggi:  Augusta  FSV Francoforte  Union Berlino (11)
- Minor numero di pareggi:  St. Pauli (5)
- Minor numero di vittorie:  Rot Weiss Ahlen (5)
- Maggior numero di sconfitte:  Rot Weiss Ahlen (22)
- Peggiore attacco:  Rot Weiss Ahlen (19 gol segnati)
- Peggior difesa:  Coblenza (60 gol subiti)
- Peggior differenza reti:  Rot Weiss Ahlen (-36)

## Classifica marcatori
|  | Gol | Marcatore         | Squadra              |
|  | --- | ----------------- | -------------------- |
|  | 23  | Michael Thurk     | Augusta              |
|  | 20  | Marius Ebbers     | St. Pauli            |
|  | 15  | Erik Jendrišek    | Kaiserslautern       |
|  | 15  | Christopher Nöthe | Greuther Fürth       |
|  | 15  | Mahir Sağlık      | Paderborn            |
|  | 14  | Benjamin Auer     | Alemannia Aquisgrana |
|  | 13  | Martin Harnik     | Fortuna Düsseldorf   |
|  | 12  | Sami Allagui      | Greuther Fürth       |
|  | 12  | Giovanni Federico | Arminia Bielefeld    |
|  | 12  | Emil Jula         | Energie Cottbus      |

## Verdetti
- Kaiserslautern e  St. Pauli promosse in Bundesliga 2010-2011
- Hansa Rostock  Coblenza e  Rot Weiss Ahlen retrocesse in 3. Liga 2010-2011